# 121,5 MHz

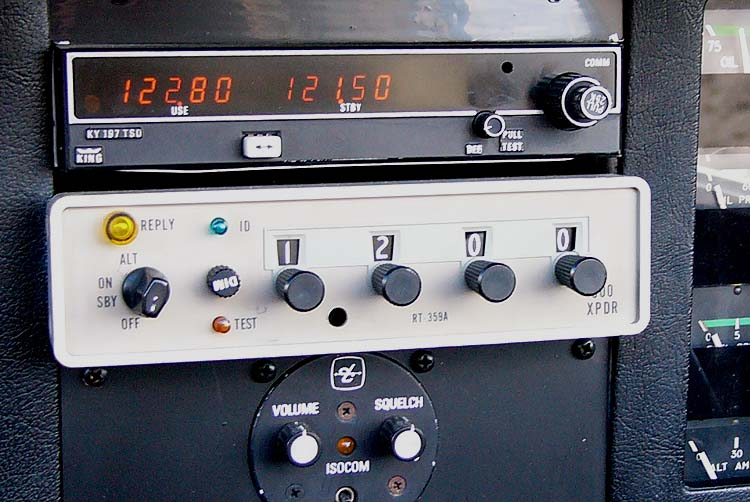
Luftfunkstelle einer Cessna. Neben der Arbeitsfrequenz 122,80 MHz (links) ist die Notfrequenz 121,50 MHz (rechts) zu sehen. Unter der Funkstelle befindet sich der Radar-Transponder mit dem Code 1200.

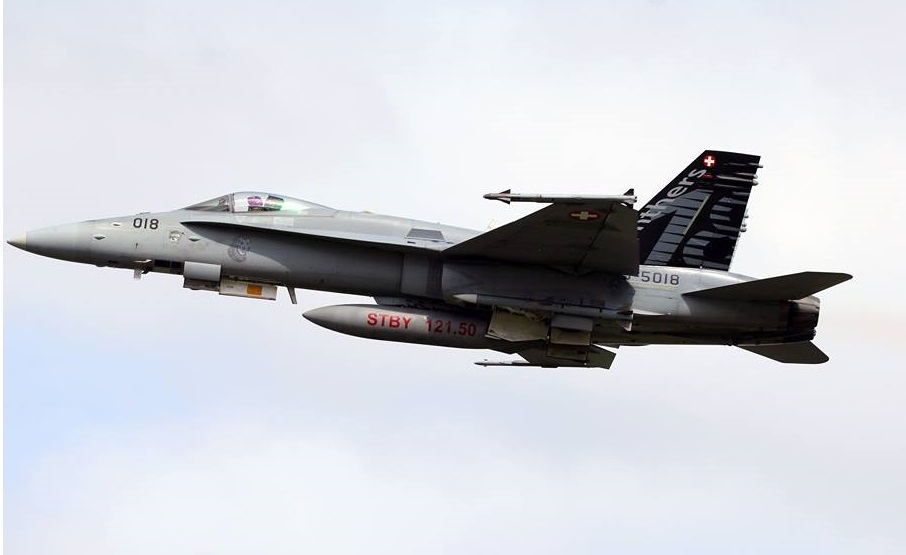
F/A-18C J-5018 mit Sidewinder und Amraams bewaff-
net, trägt einen Zusatztank mit aufgemalter Notfrequenz STBY 121,50

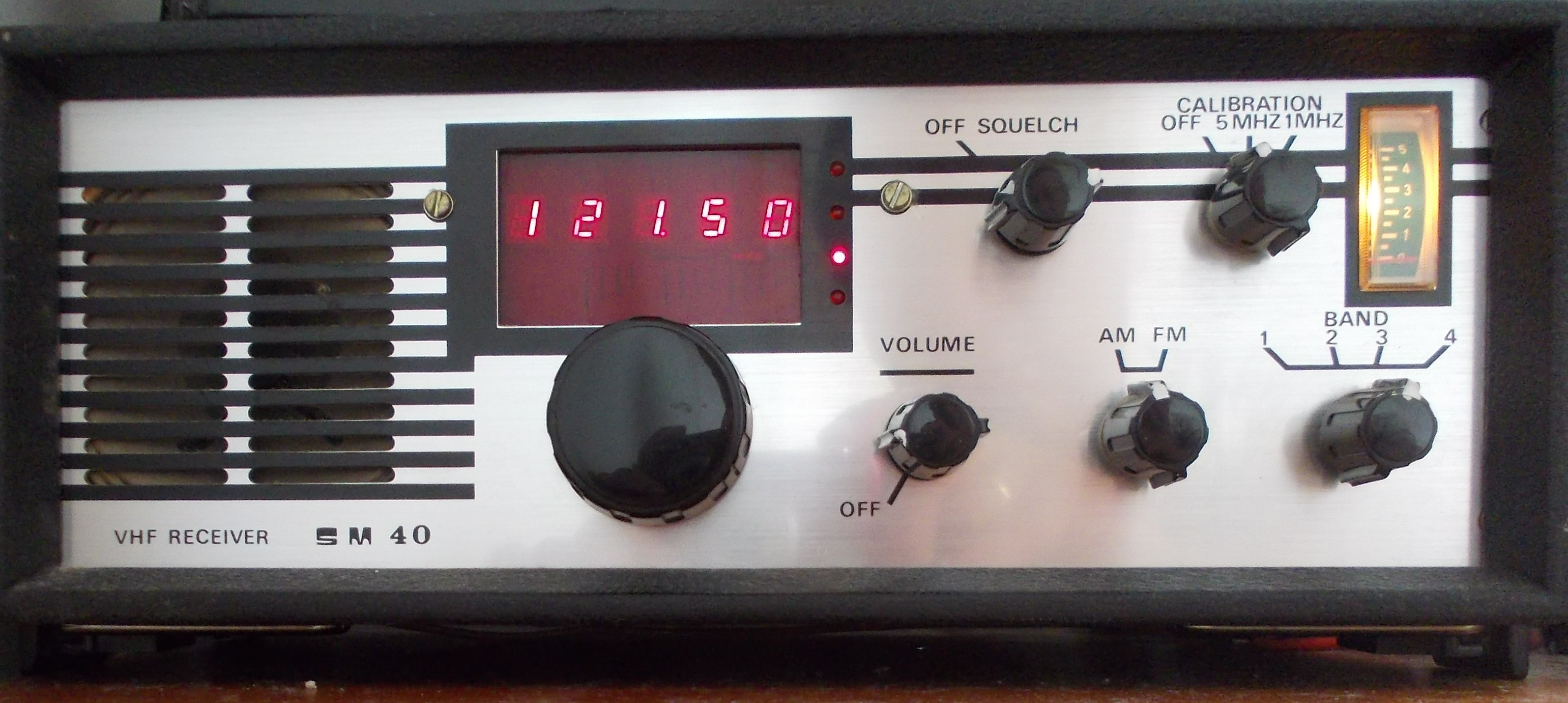
VHF Empfänger eingestellt auf die Notfunkfrequenz. Man beachte: Die Betriebsart ist auf AM, also Amplitudenmodulation eingestellt.

121,5 MHz ist eine Funkfrequenz des Mobilen Flugfunkdienstes (R) (117,975 bis 136 MHz) im VHF-Frequenzbereich. Gesendet und empfangen wird in der Betriebsart Amplitudenmodulation. Im Bereich der Flugsicherung wird sie auch als Guard bezeichnet.

## Definition der Internationalen Fernmeldeunion
Gemäß Artikel 593 der Vollzugsordnung für den Funkdienst der Internationalen Fernmeldeunion ist für die Region 1 (Europa, u. a. mit Hoheitsgebiet der Bundesrepublik Deutschland) folgende Regelung verbindlich:
„Im Frequenzbereich 117,975 MHz bis 136 MHz ist die Frequenz 121,5 MHz die Notfrequenz für den Flugfunkdienst und, falls erforderlich, die Frequenz 123,1 MHz die Hilfsfrequenz zur Frequenz 121,5 MHz; mobile Funkstellen des mobilen Seefunkdienstes dürfen unter den in Artikeln 38 und N 38 (Malaga-Torremolinos 1973, VO-Funk) festgelegten Bedingungen des mobilen Funkdienstes auf diesen Frequenzen in Not- und Sicherheitsfällen verkehren.“

## Nationale Besonderheiten
121,5 MHz ist eine Notfrequenz und dient zur Abwicklung von Funkverkehr für Luftfahrzeuge in Notlagen. Im Gegensatz zum Seefunkdienst, wo definierte Frequenzen zum Absetzen eines Notrufes dienen, wird diese Frequenz aber selten zum Absetzen eines Notrufs verwendet. Bewegliche Flugfunkstationen stehen meistens bereits in Kontakt mit einer Bodenfunkstelle auf einer Funkfrequenz. Ein Notruf sollte also auf dieser Frequenz abgesetzt werden. Eine Abhörpflicht der Frequenz für Luftfahrzeuge besteht nicht.
Sind mehrere Funkempfänger an Bord vorhanden, wird dringend empfohlen, einen Empfänger zur ständigen Überwachung der Notfrequenz 121,5 MHz zu verwenden. Bodenfunkstellen des Flugfunkdienstes überwachen in der Regel ständig diese Frequenz. Viele ELT (emergency location transmitter) bzw. EPIRB (emergency position-indicating radiobeacon) senden auf dieser Frequenz ein Sprechfunkalarmzeichen aus.
Meldet sich ein Luftfahrzeug nicht auf der vorgegebenen Funkfrequenz, dann wird es von der Luftverkehrsführung, von anderen Luftfahrzeugen, die als Relaisstation dienen, oder von der militärischen Luftraumüberwachung auf 121,5 MHz aufgerufen. Wird ein Luftfahrzeug von militärischen Mitteln abgefangen, wird ebenfalls versucht, über 121,5 MHz Kontakt aufzunehmen.
In der Vergangenheit wurde die Frequenz von Satelliten abgehört. Dieser Dienst wurde 2009 eingestellt. Heutzutage hören Satelliten auf der Frequenz 406 MHz nach Aussendungen von Notfunkbaken. Moderne Notfunkbaken senden aber weiterhin ein Signal auf dieser Frequenz zusätzlich zu der Frequenz 406 MHz aus. Diese Homing genannte Funktion dient der Ortung im Nahbereich durch SAR-Kräfte. Eine besondere Bedeutung besitzt die Frequenz für Abfangjäger. Flugzeuge werden von diesen auf dieser Frequenz angesprochen. Im militärischen Flugfunkbereich gibt es eine Frequenz mit vergleichbarer Aufgabe, die Frequenz 243 MHz.